# Padang, Indonezia
Padang este un oraș din Indonezia.